# Edward Tolman
Edward C. Tolman (ur. 14 kwietnia 1886, zm. 19 listopada 1959) – psycholog amerykański, twórca koncepcji behawioryzmu celowościowego (neobehawioryzm).
W 1922  roku wystąpił z najpełniejszą krytyką behawioryzmu J.B. Watsona, ponieważ przeprowadził szereg eksperymentów behawiorystycznych i zauważył ich błędność. Zaproponował własną teorię motywacji i wprowadził do psychologii uczenia się pojęcie popędu. Wprowadził do psychologii koncepcję behawioryzmu celowościowego, według której powinna zajmować się badaniem całego działania totalnego organizmu z punktu widzenia celu, do którego dąży jednostka.
Edward Tolman jako pierwszy na świecie opublikował badania dotyczące selektywnej hodowli szczurów pod względem ich zdolności uczenia się znajdowania drogi w labiryncie. Badania te zainspirowały jego ucznia Roberta Tryona do przeprowadzenia własnych, długoletnich badań w tej dziedzinie.

## Uczenie utajone
Wprowadził pojęcie uczenia utajonego. Zdaniem Tolmana uczenie nie musi się odbywać przy pomocy wzmacniacza. Nawet jeśli zwierzę nie dostanie jedzenia, to i tak się uczy. Na przykład: kiedy w doświadczeniu, postawimy przed małpą dwa pojemniki, gdzie pod jednym jest banan, a pod drugim nie i małpa podniesie pojemnik, pod którym nie ma jedzenia, będzie szukała go dalej i w końcu trafi na banana. Jeśli wyuczone zachowanie zwierzęcia je zawiedzie, nie jest ono bezradne, ale podejmuje kolejne reakcje i dokonuje kolejnych wyborów. Innym dowodem na uczenie się utajone jest fakt, że szczury, które już kiedyś brały udział w doświadczeniu z labiryntem, w drugiej próbie szybciej trafiły do jedzenia niż szczury, które znalazły się w labiryncie po raz pierwszy.

## Teoria zachowania molarnego (złożonego z elementarnych cząsteczek )
Na daną reakcję wpływa cały układ  bodźców.   Zachowanie to  reakcja  złożona z różnych  bodźców (mających funkcje cząsteczek  bodźcowych) składających się na finalne zachowanie, które ma wyznaczony cel, do którego zmierza dany osobnik w danym zachowaniu.
Tolman traktuje zachowanie jako strukturalną całość. Przypisuje także jednostce pewne wartości, które określają cel jego działania.

## Relacja bodźca i reakcji
W przeciwieństwie do Watsona, uważał, że związki pomiędzy bodźcem i reakcją nie są jednoznaczne. Co znaczy, że przyczyną jednej reakcji mogą być różne bodźce i odwrotnie: jeden bodziec może wywoływać różne reakcje.

## Prawa typu S-O-R
Tolman tworzy nowy rodzaj praw opisujących relację bodźca i reakcji: prawa S-O-R.
gdzie:
S - simulatium, czyli bodziec
R - reaction, czyli reakcja
O - termin teoretyczny,  tak zwane zmienne pośredniczące
Watson twierdził, że reakcja jest funkcją bodźca: r=f(s) (gdzie: r-reakcja, s-bodziec), powiązał więc jednoznacznie w sposób przyczynowy ze sobą pewien bodziec i odpowiadającą mu reakcję.
Tolman natomiast w swoich badaniach odkrył, że jedna reakcja może mieć przyczynę w różnych bodźcach:
S1 → R1
S2 → R1
S3 → R1
...
Sn → R1
a także, że jeden bodziec może powodować różne reakcje:
S1 → R1
S1 → R2
S1 → R3
...
S1 → Rn
Dla przezwyciężenia tych dwóch układów wprowadził termin O i stworzył ogólny schemat powiązania bodźców i reakcji wprowadzjąc prawa o postaci S-O-R
Poglądy psychologiczne Tolmana wywarły znaczny wpływ na rozwój współczesnej psychologii zwierząt, psychologii motywacji i psychologii uczenia się.

## Wybrana bibliografia
- Tolman, E. C. (1932). Purposive behavior in animals and men. New York: Century.
- Tolman, E. C. (1938). "The determinants of behavior at a choice point". Psychological Review, 45, 1-41.
- Tolman, E. C. (1942). Drives towards war. New York: Appleton-Century-Crofts.
- Tolman, E. C. (1948). "Cognitive maps in rats and men". Psychological Review, 55, 189-208.
- Tolman, E. C. (1955). "Principles of performance". Psychological Review, 62, 315-326.
- Tolman, E. C., Ritchie, B. F., & Kalish, D. (1946). "Studies in spatial learning: II. Place learning versus response learning". Journal of Experimental Psychology, 37, 385-392.